# Panicum caaguazuense
Panicum caaguazuense är en gräsart som beskrevs av Johannes Jan Theodoor Henrard. Panicum caaguazuense ingår i släktet vipphirser, och familjen gräs. Inga underarter finns listade i Catalogue of Life.